# Lucky (альбом Меган Морони)
Lucky — дебютный студийный альбом американской кантри-певицы и автора-исполнителя Меган Морони, изданный 5 мая 2023 на лейбле Sony Music. Ему предшествовал сингл «Tennessee Orange», а также песни «I’m Not Pretty», «Girl in the Mirror» и «Lucky». Продюсером альбома выступил Кристиан Буш из группы Sugarland. Альбом попал в топ-40 американского чарта Billboard 200 и получил золотую сертификацию Американской ассоциации звукозаписывающих компаний (США). Делюкс-издание альбома было выпущено 22 сентября 2023 года.

## Отзывы
| Оценки критиков     | Оценки критиков |
| Источник            | Оценка          |
| ------------------- | --------------- |
| AllMusic            | [ 3 ]           |
| Entertainment Focus | [ 4 ]           |
| Holler              | 9/10            |

После выхода альбом Lucky получил положительные отзывы критиков.
Стивен Томас Эрлевайн написал, что «благодаря красочному оформлению альбома его долг перед традиционным кантри кажется ярким и свежим, но именно неожиданные повороты в песнях Мороуни придают альбому жизнь и сердце». Эрлевайн также считает, что у Морони «дар игры слов» с «внутренними рифмами и хитрыми репликами» и что, «возрождая звуки прошлого, она звучит в полной мере в настоящем времени». Джеймс Дейкин из Entertainment Focus назвал Морони «таким умным автором», написав, что её «мелодии сильны, а повествование ещё сильнее, когда она закручивает и закручивает свой путь через эти 13 треков. Здесь много сердечных страданий, но есть и сила, цель и любовь, разбросанные по всем очаровательным трекам». Джоф Оуэн из Holler назвал Lucky «яростным, смешным и восхитительно язвительным» и написал, что он «отражает лучшие и худшие стороны влюблённости, и все это с дружелюбным юмором парикмахера и приземлённым разговорным шармом». Лесли Джейнс из The Nash News отметила, что на этой пластинке «много гимнов для разбитых сердец». 
Rolling Stone назвал диск лучшим кантри-альбомом 2023 года и отметил, что «непринужденный, молодежный тон альбома заставляет его сиять и естественно исходит от певицы, чья Gen Z-версия трех аккордов и правды включает в себя много SEC-футбола, сомнений в себе и прокрутки социальных сетей. Lucky — это самый захватывающий дебютный альбом, который Нэшвилл слышал за последнее время».

## Список композиций
| №                   | Название                   | Автор(ы)                                                       | Длительность |
| ------------------- | -------------------------- | -------------------------------------------------------------- | ------------ |
| 1.                  | «I’m Not Pretty»           | Megan Moroney Mackenzie Carpenter Micah Carpenter Ben Williams | 3:01         |
| 2.                  | «Lucky»                    | Moroney David Mescon Casey Smith Williams                      | 2:41         |
| 3.                  | «Tennessee Orange»         | Moroney David Fanning Paul Jenkins Williams                    | 3:43         |
| 4.                  | «Kansas Anymore»           | Moroney Rodney Clawson Luke Laird Lori McKenna                 | 3:34         |
| 5.                  | «Girl in the Mirror»       | Moroney Jessie Jo Dillon Matt Jenkins                          | 2:45         |
| 6.                  | «Another on the Way»       | Moroney Mescon Smith Williams                                  | 2:34         |
| 7.                  | «Traitor Joe»              | Moroney Casey Brown Parker Welling Williams                    | 2:33         |
| 8.                  | «Why Johnny»               | Moroney Conor Matthews                                         | 4:01         |
| 9.                  | «God Plays a Gibson»       | Moroney Mackenzie Carpenter Colin Healy                        | 3:31         |
| 10.                 | «Georgia Girl»             | Moroney Peter Daniel Newman Adam Wheeler                       | 3:37         |
| 11.                 | «Sleep on My Side»         | Moroney Steve McMorran Williams                                | 3:08         |
| 12.                 | «Mustang or Me»            | Moroney Mackenzie Carpenter Micah Carpenter Williams           | 3:23         |
| 13.                 | «Sad Songs for Sad People» | Moroney Ian Christian Jordan Fletcher                          | 3:36         |
| Общая длительность: | Общая длительность:        | Общая длительность:                                            | 42:07        |

| №                   | Название                                   | Автор(ы)                                                | Длительность |
| ------------------- | ------------------------------------------ | ------------------------------------------------------- | ------------ |
| 14.                 | «Fix You Too» (with Kameron Marlowe)       | Moroney Wheeler Becca Rae Greene                        | 3:19         |
| 15.                 | «Nothin' Crazy» (with Mackenzie Carpenter) | Moroney Mackenzie Carpenter Micah Carpenter Williams    | 3:11         |
| 16.                 | «Reasons to Stay»                          | Moroney Alexandra Kolea Caroline Watkins Rachel Wiggins | 4:11         |
| Общая длительность: | Общая длительность:                        | Общая длительность:                                     | 52:48        |

## Чарты
| Чарт (2023)                              | Высшая позиция |
| ---------------------------------------- | -------------- |
| Австралия (Country Albums, ARIA)         | 22             |
| Великобритания (UK Digital Albums Chart) | 73             |
| США Billboard 200                        | 38             |
| США Top Country Albums (Billboard)       | 10             |

| Чарт (2023)                        | Позиция |
| ---------------------------------- | ------- |
| США Top Country Albums (Billboard) | 45      |

## Сертификации
| Регион                                                                      | Сертификация | Продажи |
| --------------------------------------------------------------------------- | ------------ | ------- |
| США (RIAA)                                                                  | Золотой      | 500 000 |
| Данные о продажах + прослушиваниях приведены только на основе сертификации. |              |         |